# NGC 4395
NGC 4395 (również PGC 40596 lub UGC 7524) – magellaniczna galaktyka spiralna (SA(s)m), znajdująca się w gwiazdozbiorze Psów Gończych. Galaktyka ta należy do grupy galaktyk M94. Została odkryta 2 stycznia 1786 roku przez Williama Herschela. Trzy jasne obszary H II w tej galaktyce zostały skatalogowane jako NGC 4399, NGC 4400 i NGC 4401.

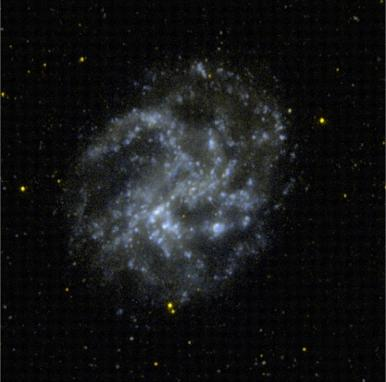
Zdjęcie galaktyki w ultrafiolecie, wykonane przez sondę GALEX

NGC 4395 należy do klasy galaktyk aktywnych i jest niezwykle ciekawym obiektem ze względu na to, że masa jej centralnej czarnej dziury jest wyjątkowo mała (3,6 ×105 mas Słońca), a mimo to widmo promieniowania jądra galaktyki jest jak najbardziej typowe dla galaktyk Seyferta typu 1.